# Satisfaction (Eve)
Satisfacion è un brano musicale della rapper statunitense Eve, pubblicato come secondo singolo estratto dall'album Eve-Olution il 25 febbraio 2003. Il singolo è stato prodotto da Dr. Dre e Mike Elizondo.

## Tracce
Maxi single
1. Satisfaction
2. Heaven Only Knows
3. Satisfaction (Instrumental)
4. Satisfaction (Video)

Satisfaction CD single
1. Satisfaction – 3:58
2. Love is Blind – 4:20

## Classifiche
| Classifica (2003)                                      | Posizione più alta |
| ------------------------------------------------------ | ------------------ |
| France (Syndicat national de l'édition phonographique) | 60                 |
| Belgium (Ultratop Flanders)                            | 50                 |
| Belgium (Ultratip Wallonia)                            | 5                  |
| Netherlands (Mega Single Top 100)                      | 87                 |
| UK Singles (The Official Charts Company)               | 20                 |
| US Billboard Hot 100                                   | 27                 |
| US R&B/Hip-Hop Songs (Billboard)                       | 22                 |